# 四反田遺跡 (長崎県)
四反田遺跡（したんだいせき）は、長崎県佐世保市下本山町に所在する縄文時代から弥生時代にかけての複合遺跡である。

## 概要
佐世保市の中北部を流れる相浦川の自然堤防（標高17メートル）上にある。1990年（平成2年）、国道204号の改良工事を前に地元の佐世保市立中里小学校の児童により発見された。
同年から1993年（平成5年）にかけて佐世保市教育委員会により遺跡の範囲確認と発掘調査が実施され、縄文時代の集落のほか、弥生時代前期後半から中期のものとみられる竪穴建物からなる集落と墓地および長崎県内では初めての発見となる水田跡が発掘された。集落跡は東西約80メートル、南北約40メートルの楕円状に広がり、竪穴建物跡は円形で中央に炉を配する初期の二本柱のものと、後期の四本柱以上をもつやや大型のものが合計20軒確認されている。水田跡は弥生時代中期初頭のものとみられる小規模かつ不定形の9面が確認されている。
なお、遺跡自体は発掘調査終了後、国道204号本山バイパスがその上に建設されたため、現在は遺跡の所在を示す標識が道路端に建つのみとなっている。

## アクセス
- 松浦鉄道本山駅より徒歩約10分。